# Бьюррард, Гарри, 1-й баронет из Лимингтона
Генерал сэр Гарри Бьюррард, 1-й баронет (1 июня 1755 — 17 октября 1813), был британским военным, который участвовал в американской войне за независимость, французских революционным войнам и в Пиренейских войнах.

## Биография
Бьюррард родился в Уолхемптоне 1 июня 1755 года. Он был старшим сыном Джорджа Бьюррарда из Уолхемптона в Хэмпшире, который был третьим сыном Пола Бьюррарда, члена парламента от Лимингтона с 1706 по 1736 год, и младшим братом сэра Гарри Бьюррарда, члена парламента от Лимингтона с 1741 по 1784 год и баронета с 1769 года.
Бьюррард стал энсином в Колдстримской гвардии в 1772 году. В 1773 году он получил звание лейтенанта и капитана, а в 1777 году перешёл в 60-й пехотный полк, с которым служил во время войны за независимость США. В 1778 и 1779 годах он служил под командованием сэра Уильяма Хау. Был захвачен в плен во время рейда на канал Брюгге в 1798 году. Он возглавлял 2-ю бригаду во время англо-русского вторжения в Голландию в 1799 году, сражаясь в битвах за Берген, Эгмонт-оп-Зее и Кастрикум. В 1780 году вернулся в Англию, будучи избранным депутатом от Лимингтона под влиянием своего дяди сэра Гарри. Он служил при лорде Корнуоллисе в Америке в 1781 и 1782 годах.
После того, как в 1783 году был заключён Парижский мир, в 1786 году он вернулся в гвардию в звании лейтенанта и капитана гренадерской гвардии, а в 1789 году получил звание капитана и подполковника. С гвардейцами он служил во Фландрии с 1793 по 1795 год, в 1795 году получил звание полковника, а в 1798 году генерал-майора. В 1804 году он стал подполковником, командующим 1-й гренадерской гвардией, а в 1805 году получил звание генерал-лейтенанта.
В 1807 году участвовал в экспедиции в Копенгаген под командованием лорда Кэткарта, где он командовал 1-й дивизией, и в качестве старшего генерала служил заместителем Кэткарта. У него было не слишком много занятий в экспедиции; однако по возвращении ему был пожалован титул баронета, а также он стал губернатором замка Калшот.
В 1808 году он был выбран на замену сэру Артура Уэлсли. Он прибыл на побережье Португалии 19 августа и мудро решил не вмешиваться в распоряжения Уэлсли. 21 августа Жюно напал на позицию сэра Артура в Вимейру и был успешно отбит, и английский генерал только что приказал Рональду Фергюссону преследовать побежденного врага, когда Бьюррард взял на себя командование, и, полагая, что у французов ещё есть резерв, запретил Фергюссону наступать. Уже на следующий день сэр Хью Далримпл принял на себя командование и с полного согласия Бьюррарда заключил с французами Синтрскую конвенцию; Уэлсли также было приказано это сделать несмотря на его категорическое несогласие с конвенцией. Все три генерала были отозваны, и для проверки их действий была создана следственная комиссия. 21 августа Бьюррард кратко пояснил причины своих действий. В результате расследования все три генерала были полностью оправданы.
Бьюррард больше не командовал военными частями, но в 1810 году как старший подполковник он принял командование гвардейской бригадой в Лондоне. Он умер в замке Калшот около Фоули в Хэмпшире 17 октября 1813 года. Он был похоронен в погосте Лимингтона. Ему наследовал его старший выживший сын, Чарльз (1793—1870), офицер, который дослужился до звания адмирала Королевского флота и после смерти которого в 1870 году баронетство угасло.

## Семья
20 февраля 1789 года он женился на Ханне, дочери лондонского купца Гарри Дарби; у них было пять сыновей и две дочери. Все сыновья служили в армии или на флоте. Два сына были убиты в 1809 году, один из которых служил адъютантом сэра Джона Мура в битве при Ла-Корунье. Он потерял третьего сына во время осады Сан-Себастьяна в 1813 году.

## Для дальнейшего чтения
- Smith, Digby. The Napoleonic Wars Data Book. — Greenhill, 1998.
- Sir Harry Burrard. Napoleonic Guide. Дата обращения: март 2014.
- Lundy, Darryl. General Sir Harry Burrard, 1st Bt. thepeerage.com (20 сентября 2004). Дата обращения: март 2014.